# Kenia Rangel
Kenia Kristel Rangel Villarreal (nacida el 6 de agosto de 1995) es una futbolista panameña que juega como mediocampista en la Liga Deportiva Alajuelense de la Primera División de Costa Rica.

## Trayectoria

### SD Atlético Nacional
En 2017 debutó con el club en la Liga de Fútbol Femenino saliendo campeona  del torneo del 2017. Quedó subcampeona de la Liga de Fútbol Femenino 2018 y del Torneo Clausura 2019 LFF, en el Torneo Apertura 2019 LFF llegaron hasta las semifinales.

### Maccabi Holon FC
El 6 de noviembre de 2019, fue anunciada como nueva jugadora del Maccabi Holon FC. Disputó la temporada 2019-20 con el club.

### SD Atlético Nacional
En el 2020 regreso a la SD Atlético Nacional saliendo campeona del Torneo  LFF Edición 2020.

### LD Alajuelense
El 11 de febrero de 2021, fue anunciada como nueva jugadora de la Liga Deportiva Alajuelense. salió campeona del Torneo Apertura 2021, del Torneo Clausura 2021, del Torneo Apertura 2022, y campeona de la Copa Interclubes de la Uncaf 2022. El 26 de septiembre de 2022 fue anunciada su renovación el club hasta el 2024. Después de su renovación salió campeona del Torneo Clausura 2022, y del Torneo Apertura 2023, y de la Copa Interclubes de la Uncaf 2023.

## Selección nacional

### Categorías inferiores
Kenia Rangel fue convocada por la selección sub-17 de Panamá para disputar el Campeonato Femenino Sub-17 de la Concacaf de 2012 en donde quedaron en el 4 lugar y jugó 9 partidos.

### Selección absoluta
Kenia Rangel debutó con la selección absoluta en los XI Juegos Deportivos Centroamericanos. apareció en cinco partidos con Panamá y anotó un gol en el Campeonato Femenino de CONCACAF 2018. Marcó un triplete contra El Salvador en un partido de clasificación para el Campeonato Femenino de CONCACAF 2018.

### Goles internacionales
| Goles internacionales | Goles internacionales   | Goles internacionales                       | Goles internacionales | Goles internacionales | Goles internacionales | Goles internacionales                 |
| Núm.                  | Fecha                   | Lugar                                       | Rival                 | Gol                   | Resultado             | Competición                           |
| --------------------- | ----------------------- | ------------------------------------------- | --------------------- | --------------------- | --------------------- | ------------------------------------- |
| 1                     | 12 de diciembre de 2017 | Estadio Independencia, Estelí, Nicaragua    | El Salvador           | 4-1                   | 5-1                   | XI Juegos Deportivos Centroamericanos |
| 2                     | 29 de agosto de 2018    | IMG Academy, Bradenton, Estados Unidos      | El Salvador           | 2-3                   | 2-6                   | Clas. a la Copa de Oro Femenina 2018  |
| 3                     | 29 de agosto de 2018    | IMG Academy, Bradenton, Estados Unidos      | El Salvador           | 2-4                   | 2-6                   | Clas. a la Copa de Oro Femenina 2018  |
| 4                     | 29 de agosto de 2018    | IMG Academy, Bradenton, Estados Unidos      | El Salvador           | 2 -6                  | 2-6                   | Clas. a la Copa de Oro Femenina 2018  |
| 5                     | 4 de octubre de 2018    | WakeMed Soccer Park, Cary, Estados Unidos   | Trinidad y Tobago     | 0-2                   | 0-3                   | Copa de Oro Femenina 2018             |
| 6                     | 7 de agosto de 2021     | Estadio Rod Carew, Ciudad de Panamá, Panamá | Nicaragua             | 1-0                   | 2-0                   | Amistoso                              |
| 7                     | 9 de abril de 2022      | FFB Field, Belmopán, Belice                 | Aruba                 | 0-4                   | 0-9                   | Clas. al Campeonato Femenino 2022     |

## Clubes
| Club                 | País       | Año         |
| -------------------- | ---------- | ----------- |
| SD Atlético Nacional | Panamá     | 2017 - 2019 |
| Maccabi Holon FC     | Israel     | 2019 - 2020 |
| SD Atlético Nacional | Panamá     | 2020        |
| LD Alajuelense       | Costa Rica | 2021 - act. |

## Palmarés

### Títulos nacionales
| Título           | Club                 | País       | Año    |
| ---------------- | -------------------- | ---------- | ------ |
| Primera División | SD Atlético Nacional | Panamá     | 2017   |
| Primera División | SD Atlético Nacional | Panamá     | 2020   |
| Primera División | LD Alajuelense       | Costa Rica | 2021-A |
| Primera División | LD Alajuelense       | Costa Rica | 2021-C |
| Primera División | LD Alajuelense       | Costa Rica | 2022-A |
| Primera División | LD Alajuelense       | Costa Rica | 2022-C |
| Primera División | LD Alajuelense       | Costa Rica | 2023-A |

### Títulos internacionales
| Título                 | Club           | País       | Año  |
| ---------------------- | -------------- | ---------- | ---- |
| Copa Interclubes Uncaf | LD Alajuelense | Costa Rica | 2022 |
| Copa Interclubes Uncaf | LD Alajuelense | Costa Rica | 2023 |